# Književnost u 1839.
◄◄ | ◄ | 1836. | 1837. | 1838. | 1839.  | 1840. | 1841. | 1842. | ► | ►►
Arhitektura • Astronomija • Biologija • Fotografija • Glazba • Kazalište • Kemija • Kiparstvo • Knjige • Književnost • Kršćanstvo • Meteorologija • Medicina • Politika • Pravo • Promet • Slikarstvo • Šport • Znanost • Željeznički promet
Književnost u 1839.

## Svijet

### Književna djela
- Junak našeg doba Mihaila Jurjeviča Ljermontova

### Rođenja
- 16. ožujka – Sully Prudhomme, francuski književnik († 1907.)

## Vanjske poveznice
|  | Zajednički poslužitelj ima još gradiva o temi Književnost u 1839. |